# سیلن شن‌دوست
سیلن شن‌دوست (نام علمی: Silene villosa) نام یک گونه از سرده سیلن است.